# Heritage Action
Heritage Action for America, más comúnmente conocida simplemente como Heritage Action, es una organización y un think tank conservador fundado en 2010. Heritage Action, tiene afiliados en los Estados Unidos y es una organización hermana del grupo conservador Fundación Heritage. La organización ha sido dirigida por la directora ejecutiva Jessica Anderson desde abril de 2020. Heritage Action lanzó una campaña en agosto de 2013 para vincular la Ley del Cuidado de Salud a Bajo Precio, también conocida como Obamacare, con leyes para mantener abierto el gobierno federal o aumentar el límite de la deuda federal. La organización jugó un papel fundamental en el cierre del gobierno en octubre de 2013.

## Historia
Heritage Action fue anunciada por primera vez en abril de 2010 por Ed Feulner, el entonces presidente de la Fundación Heritage. Dijo que el propósito de la organización era aprovechar "la energía de las bases para aumentar la presión sobre los miembros del Congreso para que adopten las recomendaciones de política de la Fundación Heritage. También dijo que no participaría en campañas electorales. El objetivo de Heritage Action es ampliar el alcance político de la Fundación Heritage y promover las políticas recomendadas por sus investigadores. La organización se lanzó principalmente como respuesta a la creciente membresía de la Fundación Heritage, y al hecho de que la Fundación Heritage no puede respaldar la legislación debido a su estado de exención de impuestos de organización 501(c)(3), Heritage Action cumple este papel y proporciona un vínculo entre el grupo de expertos y los activistas conservadores de base. Heritage Action comenzó con una plantilla de diez personas, incluido el director ejecutivo original Michael A. Needham y Timothy Chapman.
Chapman se convirtió en director ejecutivo en mayo de 2018 tras la salida de Needham. Chapman se había desempeñado anteriormente como director de operaciones de Heritage Action y como jefe de personal del presidente de la Fundación Heritage, Ed J. Feulner. Chapman dejó la organización en marzo de 2020. 
Jessica Anderson ha dirigido la organización desde 2020. Jessica Anderson se unió por primera vez a Heritage Action en 2010 y se desempeñó como directora de base, pero dejó en 2017 para servir en la oficina de administración y presupuesto en la administración Trump. Regresó a Heritage Action como vicepresidenta en 2018, antes de ser nombrada directora ejecutiva en 2020.

## Actividades
Heritage Action lanzó su primera campaña de promoción en julio de 2010, dirigida a la ley de protección al paciente y atención médica asequible del presidente Barack Obama. En agosto de 2010, la organización había ayudado a conseguir 170 copatrocinadores republicanos para una petición del representante Steve King para forzar una votación sobre la derogación de la reforma del sistema de salud. Después de esto, en septiembre de 2010, el grupo comenzó una campaña de televisión y en la web de 10 días para persuadir a los demócratas de firmar una derogación de la ley.
El grupo abrió sus operaciones estatales en Carolina del Norte y Pensilvania en enero de 2011, específicamente para concentrarse en movilizar a los votantes en contra de la ley de atención médica.
Heritage Action lanzó una campaña en agosto de 2013 para vincular la Ley del Cuidado de Salud a Bajo Precio (ACA), también conocida como Obamacare, con leyes para mantener abierto el gobierno federal y aumentar el límite de la deuda federal. La organización jugó un papel fundamental en el cierre del gobierno en octubre de 2013. Si bien el cierre estaba en curso, Heritage Action continuó instando a los legisladores a no negociar una medida para financiar completamente al gobierno sin desmantelar la ley ACA. La estrategia de Heritage Action al vincular la ley ACA al cierre, según el entonces director ejecutivo Michael Needham, era hacer que el presidente Obama sintiera dolor por el cierre. El senador Orrin Hatch criticó a Heritage Action por advertir a los legisladores que no votaran por el compromiso presupuestario del Senado durante el cierre del gobierno. El grupo también es conocido por su tarjeta de puntuación del Congreso, que califica a los miembros del Congreso por votos, copatrocinios y otras actividades legislativas.
Heritage Action mantiene una presencia de base fuera del Distrito de Columbia con coordinadores de base profesionales que reclutan y capacitan a activistas conservadores también llamados "centinelas". En 2020, el trabajo de base de Heritage Action incluyó encuestas realizadas en Iowa, Carolina del Norte, Pensilvania y Wisconsin. Debido a la Pandemia de COVID-19, algunos de estos esfuerzos se realizaron mediante llamadas telefónicas. En agosto de 2020, Heritage Action realizó una campaña a favor de la policía para que los ciudadanos, legisladores y candidatos apoyen a los agentes del orden de la nación. Más de 100 miembros del Congreso firmaron a favor de la campaña. La organización puso vallas publicitarias a favor de la policía en la ciudad de Nueva York, en Dallas, Texas y en Atlanta, Georgia.

## Financiación
Heritage Action cuenta con el apoyo de donantes individuales y corporativos, su declaración de impuestos de 2012 indica que el 44% por ciento de sus contribuciones totales provinieron de donaciones de $5,000 dólares estadounidenses. En general, se han negado a revelar quiénes son sus donantes.